# تپه محمدیار
تپه محمدیار مربوط به هزاره اول قم - دوره ساسانیان - سدهٔ ۸ ه.ق است و در شهرستان نقده، بخش محمدیار، شهر محمدیار واقع شده و این اثر در تاریخ ۷ خرداد ۱۳۸۷ با شمارهٔ ثبت ۲۲۹۲۴ به‌عنوان یکی از آثار ملی ایران به ثبت رسیده است.